# جبل المرة (مستباء)

تعديل مصدري - تعديل

جبل المرة هي إحدى قرى عزلة شرق مستباء بمديرية مستباء التابعة لمحافظة حجة، بلغ تعداد سكانها 68 نسمة حسب تعداد اليمن لعام 2004.